# Lycopodioides delicatula
Lycopodioides delicatula là một loài dương xỉ trong họ Selaginellaceae. Loài này được Desv. ex Poir. H.S. Kung mô tả khoa học đầu tiên năm 1988.